# سام هنت (شاعر)
سام هنت (بالإنجليزية: Sam Hunt)‏ هو شاعر نيوزيلندي، ولد في 4 يوليو 1946.

## وصلات خارجية
- سام هنت على موقع IMDb (الإنجليزية)
- سام هنت على موقع ميوزك برينز (الإنجليزية)
- سام هنت على موقع ديسكوغز (الإنجليزية)